# Kasha Jacqueline Nabagesera

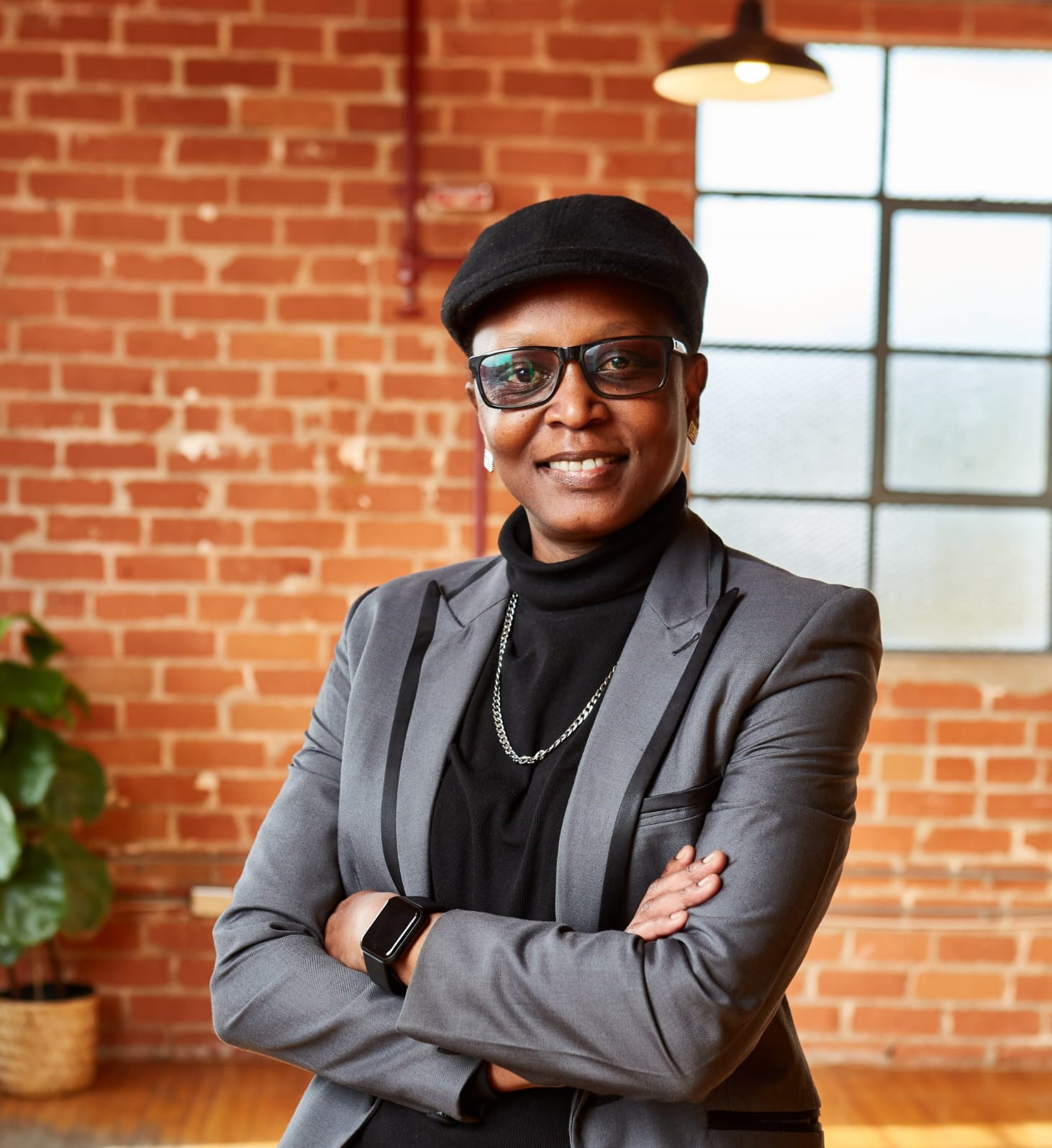
Kasha Jacqueline Nabagesera

Kasha Jacqueline Nabagesera is een Oegandese mensenrechtenactivist. In 2003 stichtte ze Freedom and Roam Uganda (FARUG), een organisatie die zich inzet voor de rechten van holebi's. In 2011 ontving ze de Martin Ennals Award for Human Rights Defenders.

## Biografie
Kasha werd in 1980 geboren in Kampala. Haar vader Albert Walugembe Musoke was een econoom en werkte als vicepresident bij de Centrale Bank van Oeganda. Haar moeder Julie Viola Katantazi Musoke was een van de eerste softwareontwikkelaars in Oeganda. Haar ouders steunden haar tijdens haar coming-out en tijdens haar activisme. Nabasegera noemt haar ouders als reden voor haar activisme.

## Opleiding
Nabagesera was zich op jonge leeftijd bewust van haar seksuele identiteit en was altijd heel uitgesproken over haar aantrekking tot andere vrouwen. Hierdoor werd ze als kind meermaals gedwongen om van school te veranderen en werd slachtoffer van pesten. Homoseksualiteit is namelijk fel gecontesteerd in Oeganda. Seksuele handelingen tussen mannen werden reeds tijdens Britse bezetting illegaal verklaard. Homofobe gevoelens cumuleerden in 2014 tot de controversiële Anti-homowet of 'Kill the Gays Bill'. Deze wet werd uiteindelijk nietig verklaard, omwille van procedurele redenen.
Tijdens de studies van Nabagesera aan de Nkumba Universiteit in Entebbe, waar ze boekhouding studeerde, werd de discriminatie tegen haar erger. Ze werd gedwongen door de administratie een contract te tekenen om zich op gepaste manier te kleden als een vrouw. Nabagesera mocht ook niet met andere vrouwelijke studenten omgaan en moest een afstand behouden van 100 meter van studentenkamers van vrouwelijke studenten. Toen haar universiteit haar wou schorsen, greep Nabagesera haar moeder in door te claimen dat haar dochter ziek was en er geen genezing mogelijk is. Hoewel ze erg gekwetst was door de woorden van haar moeder, erkent Nabagesera dat ze dankzij haar moeder in staat werd gesteld haar studies af te maken.
Die ervaringen motiveerden haar om zich te verdiepen in mensenrechten en activist te worden. Na stages bij Zuid-Afrikaanse lhbt-organistaies stichtte ze Freedom and Roam Uganda (FARUG), een non-profit die streeft naar een verandering in het repressive anti-lhbt beleid van Oeganda. Naast lobbyen en sensibiliseren doet FARUG ook onderzoek naar mensenrechtenschendingen. Nabagesera bleef directeur van FARUG tot 2013.

## Activisme
Na hun afstuderen richtten Kasha Jacqueline Nabagesera en haar vrienden in 2003 de FARUG, Freedom and Roam Uganda, op. Zij getuigden over zichzelf en deelden hun ervaringen en de intimidaties waarmee ze werden geconfronteerd vanwege hun genderbeleving of hun seksuele geaardheid. FARUG was als organisatie baanbrekend in hun strijd rond seksuele geaardheid en hun recht op de eigen genderidentiteit, een eerste in zijn soort in Oeganda. Kasha leidde de organisatie gedurende tien jaar en trad op 4 juli 2013 terug als directeur van Freedom en Roam Uganda.
Kasha Jacqueline Nabagesera vervult een voortrekkersrol, zij biedt een verhaal aan de vele leden van de LHBTI-gemeenschap die zich verloren, afgewezen of alleen voelen. Door elkaar te ontmoeten delen ze de gemeenschappelijke ervaringen en verenigen ze zich. Ze spreekt daarom over haar 'lieve familie van over de hele wereld' die ze heeft mogen ontmoeten en leren kennen want "het is erg belangrijk dat we zijn wie we zijn (...) Onze zwart huidskleur moet ons fierheid geven en mag nooit meer een reden zijn om als minderwaardig beschouwd worden. Het is belangrijk dat we werken en grootsheid voor onszelf bereiken in plaats van te wachten tot anderen dat voor ons doen. We kunnen het ons niet veroorloven onze kop in het zand te steken en medelijden met onszelf te hebben. Laat ons fier rechtop staan, onze hoofden hoog en trots, laat ons van deze wereld een betere plaats maken door gerechtigheid en gelijkheid, vrijheid en bevrijding. ".
Kasha wordt beschouwd als de 'founding mother' van de Oegandese LHBTI-burgerrechtenbeweging. Al in 1999, ze was toen 19 jaar, voerde ze publiekelijk campagne om een einde te maken aan de homofobie in Oeganda waar homoseksualiteit illegaal is.
In 2010 publiceerde de Rolling Stone, een Oegandese krant, een lijst met namen en foto's van personen die verklaarden homo te zijn, met daarop de tekst "Hang Them". Op deze lijst stonden ook de namen van Kasha en haar collega David David Kato. Het paar spande een rechtszaak aan tegen deze krant en legde daarmee een norm op voor de mensenrechten in Oeganda. Kasha Nabagesera gaf als reden voor hun actie op de bescherming van de persoonlijke levenssfeer omwille van aanzetten tot geweld.
David Kato werd na deze juridische strijd met de krant vermoord. Vanuit de FARUG bleef Kasha vechten om homoseksualiteit in Oeganda te decriminaliseren door de Oegandese Anti-Homosexuality Bill te omzeilen; in dit wetsvoorstel worden strenge straffen opgelegd, gaande van gevangenisstraffen tot de doodstraf. Bovendien schrijft het wetsvoorstel voor dat burgers die geen homo's en lesbiennes aan de autoriteiten aangeven, maximaal 3 jaar gevangenisstraf krijgen.
In 2010 opende Nabagesera de enige Oegandese bar voor LHBTI-mensen. Sappho-eilanden, de bar, lag in een buitenwijk van Kampala. Het werd in 2011 gesloten.
Kasha Jacqueline Nabagesera concentreert nu haar inspanningen op de belangenbehartiging en lobbyen namens Afrika bij de Verenigde Naties, de Afrikaanse Commissie en de Europese Unie. Ze werkt momenteel aan het Project Planning, Administration, Advocacy en Leadership (PAL) -project en een speciaal programma genaamd Reclaiming the Media, om de andere visie over de LHBTI-gemeenschap te presenteren aan de Oegandezen en de onlangs vastgestelde antihomoseksualiteitswet van Uganda te laten schrappen.
Kasha is het enige lid van de LHBTI-beweging uit de jaren 90 die nog steeds in Oeganda leeft.

## Arrestatie
Kasha werd in mei 2017 gearresteerd in Ruanda bij haar aankomst op Kigali International Airport.

## Erkenning
De voortrekkersrol van Kasha in haar strijd tegen extreme afwijzing werd meermaals wereldwijd erkend:
Het tijdschrift Velvet Magazine betitelde haar als "Braveheart" en nomineerde haar in 2010 als meest inspirerende queer vrouw ter wereld. In 2011 werd zij vermeld naar aanleiding van de viering van 100 jaar internationale vrouwendag. Datzelfde jaar was zij gastspreker op de topconferentie over Mensenrechten en Democratie in Genève. Kasha werd ook opgenomen op de lijst van de vijftig meest inspirerende feministen in het Afrika van 2011. Zij kreeg de prestigieuze Martin Ennals prijs voor de verdedigers van de rechten van de mensen. Als eerste homorechtenactiviste Michelle Kagari van Amnesty International verantwoorde deze prijs voor de uitzonderlijke moed die Kasha Nabasgerera heeft getoond in haar strijd tegen discriminatie en geweld tegen LHTBI mensen in Oeganda. "Haar onverzettelijke inzet voor gelijkheid en onverdroten actie om een einde te maken aan haatcampagnes is een voorbeeld voor elke activist, waar ook ter wereld..."